# Langfossen
Der Langfossen (auch Langfoss) ist ein Wasserfall auf dem Gebiet der Kommune Etne in der Provinz Vestland in Norwegen. Mit einer Fallhöhe von 612 Metern gehört er zu den höchsten Wasserfällen der Erde.

## Lage
Der Langfossen liegt direkt an der E134, wobei die Wassermassen unter der Straße hindurch in den Åkrafjord abfließen. Abhängig von der Wassermenge und der Windrichtung legt sich ein Gischtschleier über die Straße. Direkt neben dem Wasserfall gibt es einen Parkplatz mit einem kleinen Kiosk. Von diesem Parkplatz aus gelangt man entweder zum Ufer des Fjords oder durch einen Fußgängertunnel zum Wasserfall auf der anderen Straßenseite.

## Wanderung auf den Gipfel
Ausgehend vom Parkplatz gibt es einen Wanderweg auf das Hochplateau, von dem aus der Wasserfall in die Tiefe stürzt (durch den Fußgängertunnel und dann links halten). Dieser Wanderweg führt über zum Teil sehr steinige Pfade auf 622 Meter Höhe. Der Weg überwindet einige Geröllfelder. Der Wanderweg ist durch ein rotes „T“ gekennzeichnet. Vom Gipfel aus hat man einen schönen Ausblick auf den Åkrafjord und den Gletscher Folgefonna. Für den Weg hinauf und wieder zurück sollte man mindestens fünf Stunden Zeit einplanen.

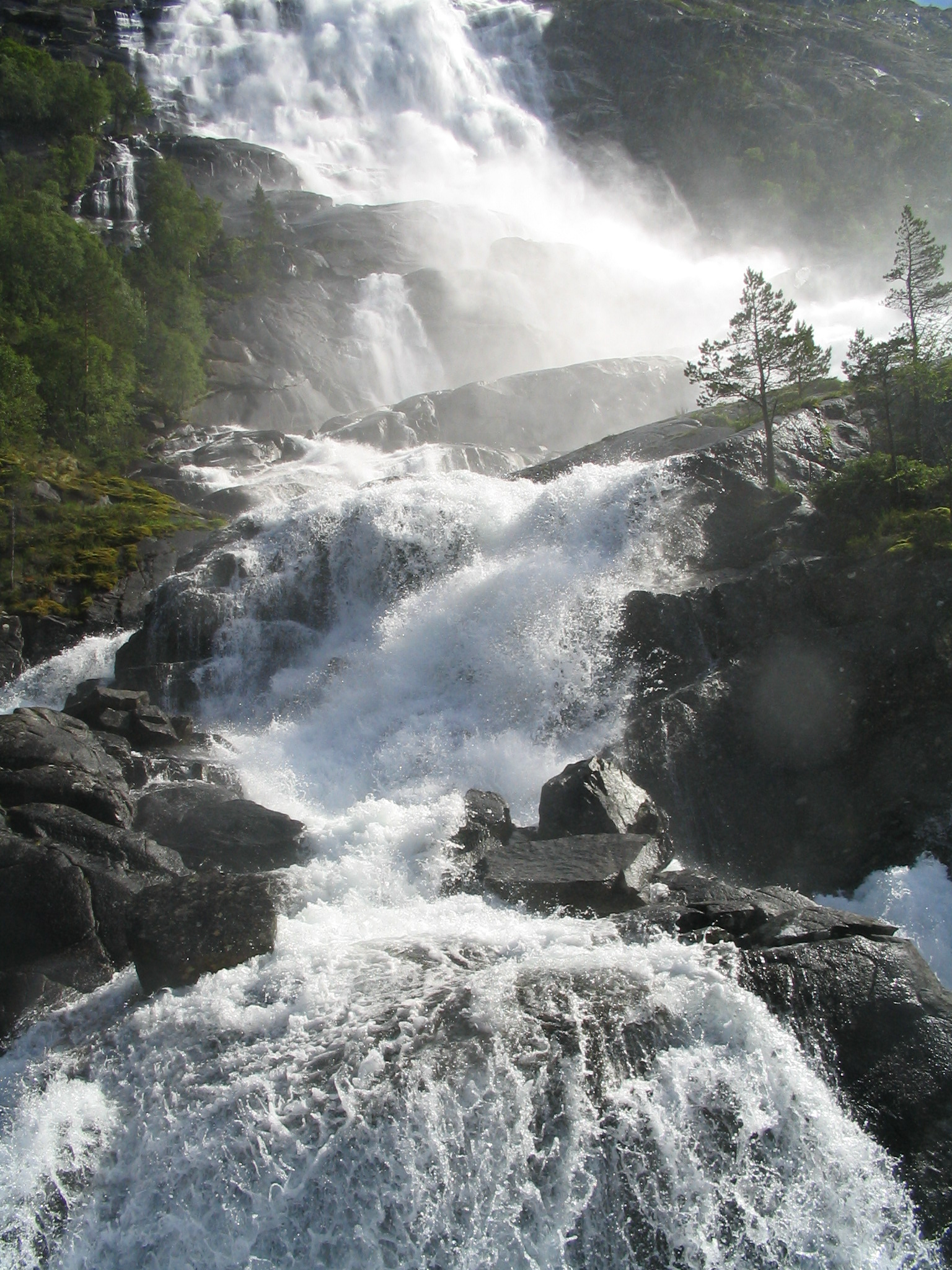
Wasserfall Langfossen
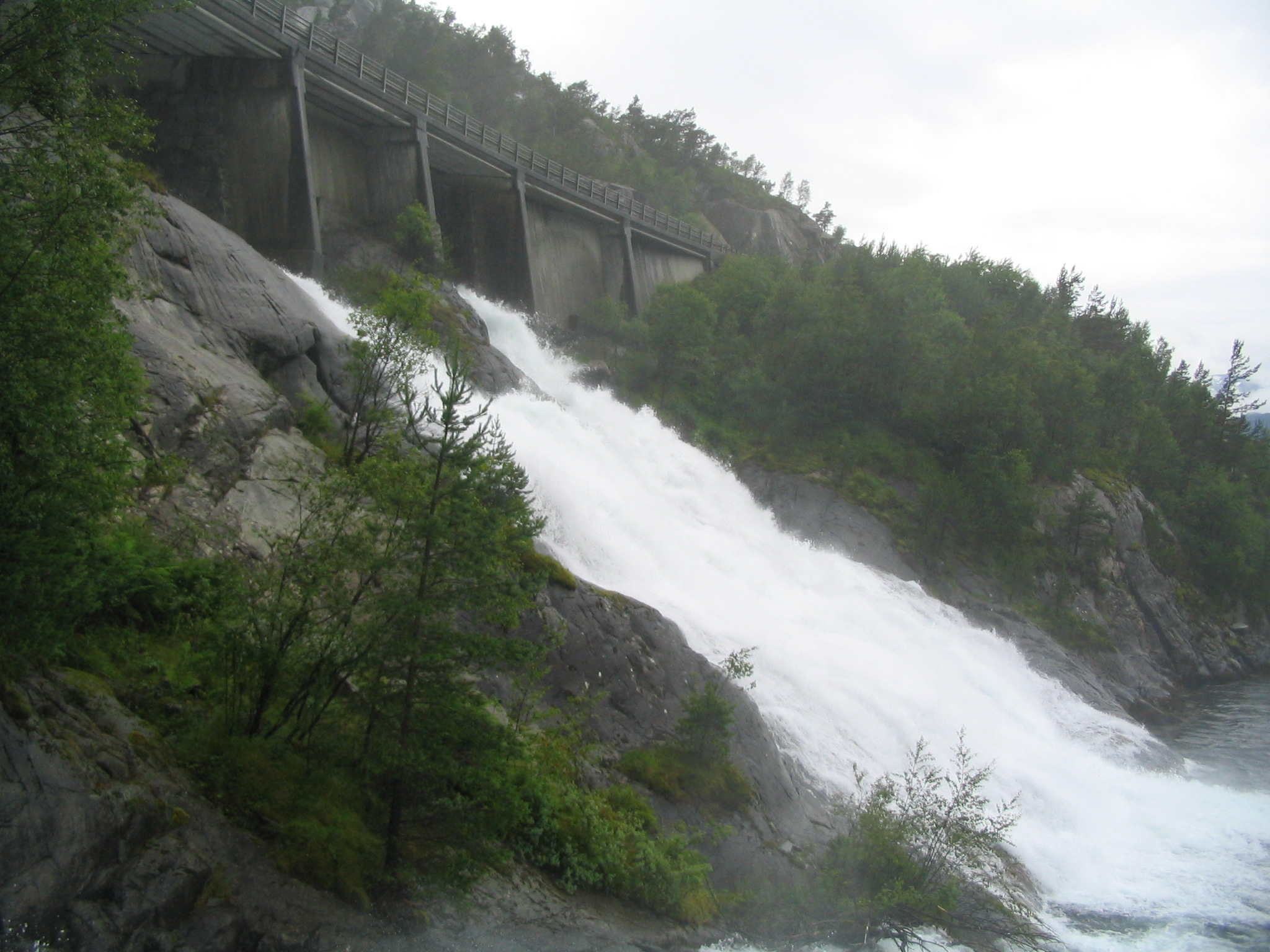
Wasserfall Langfossen unterhalb der E134
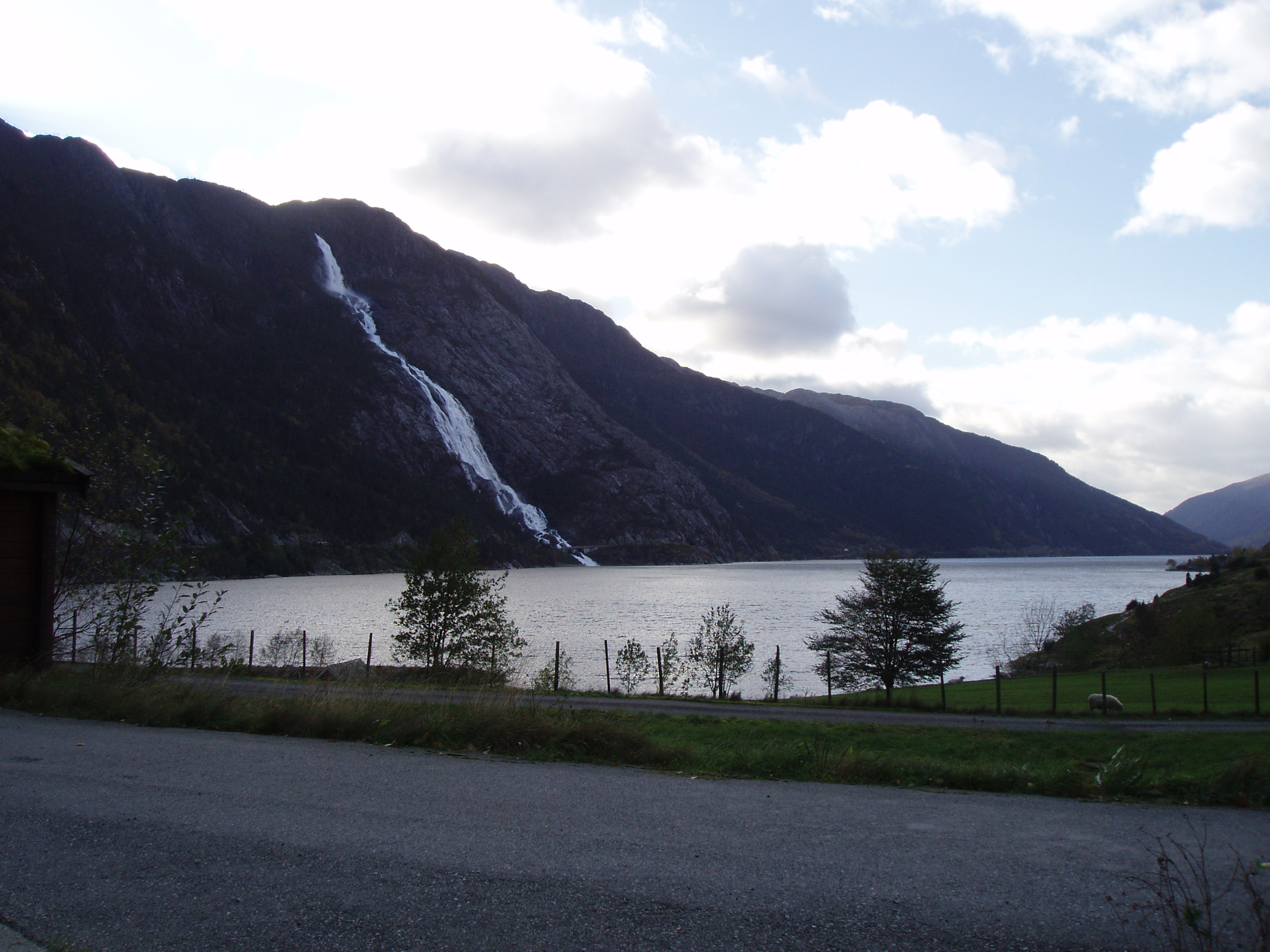
Langfossen und Åkfrafjorden